# Novi list
Novi list est un quotidien national croate publié à Rijeka. C'est le plus ancien journal de Croatie.
Novi list a la particularité d'avoir été le seul quotidien croate à avoir gardé une distance critique avec le gouvernement de Franjo Tuđman dans les années 1990. Aujourd'hui, il est considéré comme un journal de centre-gauche.